# James Benton Grant

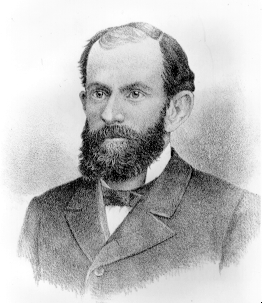
James Benton Grant

James Benton Grant (* 2. Januar 1848 im Russell County, Alabama; † 1. November 1911 in Excelsior Springs, Missouri) war ein US-amerikanischer Politiker (Demokratische Partei) und von 1883 bis 1885 der dritte Gouverneur des Bundesstaates Colorado.

## Frühe Jahre
Grants Schulausbildung wurde durch den Ausbruch des Bürgerkrieges unterbrochen. Trotz seiner Jugend trat er im letzten Kriegsjahr in das Heer der Konföderation ein. Nach dem Krieg setzte er seine Ausbildung am Iowa Agricultural College und dem Cornell College in Ithaca fort. In Freiberg im Königreich Sachsen besuchte er dann eine Bergbauschule. Nach seiner Rückkehr in die USA zog er nach Leadville in Colorado, wo er sich im Bergbau betätigte. Im Jahr 1882 ging er mit seinem Onkel eine Partnerschaft ein. Gemeinsam führten sie die Grant Smelting Company. Außerdem wurde er noch Vizepräsident der Denver National Bank.

## Gouverneur von Colorado
Grant wurde im Jahr 1882 zum neuen Gouverneur von Colorado gewählt, wobei er sich mit 51:47 Prozent der Stimmen gegen den Republikaner E. L. Campbell durchsetzte. Damit war er der erste Demokrat in diesem Amt überhaupt. Grants zweijährige Amtszeit begann am 9. Januar 1883 und endete am 13. Januar 1885. In dieser Zeit wurde der Bergbau in Colorado von der Regierung des Gouverneurs stark gefördert. Auch der Handel erfuhr in diesen Jahren einen Aufschwung. Nach Ablauf der zwei Jahre strebte er keine Wiederwahl an.

## Weiterer Lebenslauf
In den Jahren nach seiner Gouverneurszeit widmete er sich wieder seinen geschäftlichen Interessen. Zwischen 1892 und 1897 war er Leiter des Bildungsausschusses der Stadt Denver (Denver Board of Education). Gleichzeitig war er von 1884 bis 1904 Kurator der University of Denver. Er war Mitbegründer der wissenschaftlichen Gesellschaft von Colorado und blieb weiterhin Vizepräsident der Denver National Bank. James Grant starb am 1. November 1911 an Herzversagen und wurde in Denver beigesetzt. Mit seiner Frau Mary Goodell hatte er zwei Kinder.